# Mansfield (Missouri)
Mansfield és una població dels Estats Units a l'estat de Missouri. Segons el cens del 2000 tenia 1.349 habitants.

## Demografia
Segons el cens del 2000, Mansfield tenia 1.349 habitants, 564 habitatges, i 354 famílies. La densitat de població era de 331,8 habitants per km².
Dels 564 habitatges en un 34,9% hi vivien nens de menys de 18 anys, en un 47% hi vivien parelles casades, en un 12,1% dones solteres, i en un 37,1% no eren unitats familiars. En el 37,1% dels habitatges hi vivien persones soles el 37,1% de les quals corresponia a persones de 65 anys o més que vivien soles. El nombre mitjà de persones vivint en cada habitatge era de 2,39 i el nombre mitjà de persones que vivien en cada família era de 3,07.
Per edats la població es repartia de la següent manera: un 29,7% tenia menys de 18 anys, un 9,4% entre 18 i 24, un 25,7% entre 25 i 44, un 17,9% de 45 a 60 i un 17,3% 65 anys o més.
L'edat mediana era de 34 anys. Per cada 100 dones de 18 o més anys hi havia 76,4 homes.
La renda mediana per habitatge era de 21.875 $ i la renda mediana per família de 27.734 $. Els homes tenien una renda mediana de 27.143 $ mentre que les dones 15.216 $. La renda per capita de la població era d'11.303 $. Entorn del 20,9% de les famílies i el 24,2% de la població estaven per davall del llindar de pobresa.

## Poblacions més properes
El següent diagrama mostra les poblacions més properes.